# Lichmera deningeri
Lichmera deningeri là một loài chim trong họ Meliphagidae.